# Parc Nacional Lanín
El Parc Nacional Lanín és un parc nacional argentí situat a la província del Neuquén. Forma part de la reserva de biosfera Andino Norpatagona des de 2007. La superfície del parc nacional Lanín es subdivideix en dues àrees de gestió: parc nacional amb 216.993 ha, i l'àrea protegida amb recursos gestionats amb 195.010 ha. dividida en tres reserves denominades Zona Lácar, Zona Ruca Choroi, i Zona Malleo. El decret N.° 2149/90 del 10 d'octubre de 1990 va designar a 6 sectors de la primera àrea com a reserva natural estricta.
Dins del Parc Nacional Lanín existeixen 7 comunitats maputxes que ocupen 24.000 hectàrees; 12 assentaments de població no indígena; 12 estancies de propietat privada que ocupen 24.323 hectàrees; 8 loteos privats amb 1.871 lots que ocupen 26.865 hectàrees; i al voltant de 4.000 hectàrees de l'Exèrcit Argentí.
Té una extensió de 412.003 ha, la qual cosa el situa com el tercer parc nacional més gran de l'Argentina. El poblen variats boscos freds de la formació anomenada bosc andí patagó i del bosc de Valdivia, principalment amb arbres de gran port del grup de les coníferes i Nothofagaceae, arbres molts d'ells no presents en altres parts del territori argentí i centenaris. Poden trobar-se coigües, lengas i araucaries o Araucaria araucana, el raulí, maniú mascle i maniú femella - únics a la zona del llac Lácar - roure pellín, murta, i el xiprer de la serralada, entre d'altres.
És molt conegut pel cònic i nevat volcà Lanín i per les opcions de turisme d'aventura que ofereix. Els llacs Huechulafquen i Lácar són els més visitats, però n'hi ha d'altres com el Paimún, el Curruhué, el Meliquina o el Lolog. En els seus llacs i rius abunda la pesca de salmons i truites. Molts d'aquests peixos són conreats en piscifactories de la zona, per evitar el despoblament de la fauna ictícola. També compta amb diversos salts i cascades, entre els quals cal destacar la cascada Chachín, sobre el riu homònim.
La fauna autòctona i alòctona és molt similar a l'existent al Parc Nacional Nahuel Huapi amb el qual limita al sud, amb les diferències d'una lleugerament major varietat d'espècies del gènere Nothofagus i la presència del Araucaria araucana, que a Nahuel Huapi és totalment absent.
Les ciutats més properes són Junín de los Andes i San Martín de los Andes; aquesta última compta amb una gran infraestructura que inclou un complex d'esports d'hivern en el cerro Chapelco. Una mica més allunyada, però relativament a prop del parc, la localitat de Aluminé. Una altra localitat propera és Rucachoroi, poblada principalment per maputxes que realitzen interessants artesanies (matras, pa de "nou" de pehuén, dolç de llao-llao etc.).